# Stanislav Balík (1956)
Stanislav Balík (* 6. října 1956 Praha) je český právník a historik, který se zabývá obecnými dějinami státu a práva a dějinami právnických profesí. V letech 2004 až 2014 byl soudcem Ústavního soudu České republiky. Přednáší na právnických fakultách Západočeské univerzity v Plzni, Univerzity Palackého v Olomouci a Masarykovy univerzity v Brně a také na vysoké škole CEVRO Institut. V lednu 2020 se stal děkanem Fakulty právnické Západočeské univerzity.
Jeho otcem byl právní historik, profesor Stanislav Balík.

## Život
Po absolvování pražské právnické fakulty nastoupil v roce 1979 jako podnikový právník do Pražské botanické zahrady. V roce 1981 ještě dokončil studia archivnictví na Filozofické fakultě UK, doktorát práv získal v roce 1983 a doktorát filozofie 1986. V letech 1982–1989 byl podnikovým právníkem Obvodního podniku bytového hospodářství v Praze 1, po roce 1989 se živil jako advokát. V letech 2002 a 2003 byl předsedou České advokátní komory. Po završení mandátu soudce Ústavního soudu se vrátil k advokacii, od roku 2015 je vedoucím české delegace při Radě evropských advokátních komor (CCBE), kde byl v roce 2016 místopředsedou a od roku 2017 je předsedou Výboru pro země střední a jihovýchodní Evropy (PECO).
V roce 2008 zahájil kombinované doktorské studium historie na Filozofické fakultě MU, v roce 2012 přešel do nově zákonem upravené formy kombinovaného studia. Studium ukončil v roce 2016 obhájením disertační práce Formování české právnické obce v letech 1861–1914 (Advokátní komory, právnické spolky a časopisy) a získal titul Ph.D.
Byl odborným poradcem filmu Zločin v Polné, který natočila Česká televize.

## Ústavní soud
Soudcem Ústavního soudu byl jedno funkční období, od 26. května 2004 do 26. května 2014. Působil spolu s Dagmar Lastoveckou a Jiřím Nykodýmem ve druhém senátu a stal se jedním z nejvýraznějších ústavních soudců. Nicméně ne až tak ve věcech, kde byl soudcem zpravodajem, tedy soudcem, který je součástí většiny a zpracovává konečný nález, jako tomu bylo např. u rozdílného důchodového věku žen a mužů, Ústavu pro studium totalitních režimů, regulačních poplatků ve zdravotnictví nebo církevních restitucí. Proslul především svými disenty, odlišnými stanovisky, které může každý přehlasovaný ústavní soudce zveřejnit připojením k přijatému rozhodnutí. Za svůj nenapodobitelný styl, kterým dával na odiv šíři svých znalostí historie, kdy běžně používal citace krásné literatury, latinu, odkazy na antické reálie apod., byl oslavován, ale i kritizován.
Publikoval jich celkem 46, některé byly disenty, v jiných se chtěl pouze vymezit proti zveřejněnému odůvodnění - takové stanovisko se nazývá konkurence. Tak např. ve věci velezrady prezidenta Klause s rozhodnutím souhlasil, ale namítl, že věcně příslušným je zde leda soud dějin. Podobně v jiné věci ironicky komentoval možnosti vzniku podjatosti soudce, naopak byl např. proti zrušení snížení a zdanění stavebního spoření, přičemž se svěřil, že se takto rozhodl při potlesku ve stoje po velkém zážitku z poslechu dvou symfonií Ludwiga van Beethovena v pražském Rudolfinu. U posuzování ústavnosti tzv. eurozatykače přiblížil nesnáze obviněného v cizině a navrhl, aby jeho odlišné stanovisko bylo přeloženo do dalších jazyků. Byl také proti zrušení povinné veřejné služby, ptal se, jestli je nucenou prací např. i mytí tabule ve škole nebo zda pro někoho není nakonec „subjektivně nucenou prací jakákoliv práce“ a vyslovil se proti „lehkoživkům“, kteří mohou „jako pijavice vysávat veřejné finanční zdroje“. Ve svých disentech brojil proti formalistické přísnosti soudního rozhodování, navrhoval, aby soudci Ústavního soudu byli preventivně očkováni proti tzv. „petitologii“, stejně tak odsuzoval nadužívání souvisejících úvah (obiter dictum) v rozhodnutích Ústavního soudu, sbírka jeho rozhodnutí se tím pak podle něj stává názorovým občasníkem. Sám se ovšem nedržel zcela zkrátka, kupř. používal hojné citace, ve věci evidence církevních právnických osob srovnával dlouhodobost církve s proměnlivostí světského světa a mj. citoval představitele arménské církve Narsese Velkomyslného: „Kláštery jsou sloupy země, pevnosti proti nepříteli, zářící hvězdy.“ V rozhodnutí o náhradě nákladů právního zastoupení státu zase citoval Napoleona, který při obnovení francouzských advokátních komor hrozil advokátům vyříznutím jazyka, postaví-li se proti státu. Jeho odlišná stanoviska byla často značně nekonformní, v nesouhlasu se zrušením lázeňské vyhlášky mj. přímo odkázal na Werichovo Fimfárum, jindy převyprávěl skutkový základ případu po vzoru Prométheova utrpení a v jisté restituční věci jej přiblížil zápisem šachové partie. Do jednoho usnesení zahrnul fotografie hlemýžďů a svůj disent proti zamítnutí ústavní stížnosti ve věci církevních restitucí zdůvodnil jediným slovem – „Nepokradeš?“

## Publikace
- Dějiny notářství v českých zemích (2014)
- Dějiny advokacie: v Čechách, na Moravě a ve Slezsku (2009)
- Advokát v EU: právní předpisy o advokacii v zemích Evropské unie (2004)
- Právní dějiny mimoevropských zemí: stručný nástin (2003)
- Advokacie včera a dnes. (Vybrané texty z dějin a současnosti advokacie) (2000)
- Právní dějiny evropských zemí a USA: stručný nástin (1999)
- Minulost, přítomnost a perspektivy advokacie (1998)